# 一本松川
一本松川（いっぽんまつがわ）は、油山を源流とし、中流域では油山観光道路と並行して流れ、福岡市城南区友丘付近で樋井川に合流する準用河川である。

## 河川改修
昭和 54年度から平成 14 年度にかけて準用河川改修事業等により樋井川合流点から八反田橋まで1430mの区間を対象に河川改修が実施された。一部は環境配慮型の事業であったため、都市河川であるにもかかわらず、かろうじてホタルの飛翔が見られるなどの景観を残しているが、近年防犯などの理由から照明の設置が増えたことによる生息場の減少も懸念されている。